# براشی (اکلاهما)
براشی(به انگلیسی: Brushy) شهری در ایالت اکلاهما کشور ایالات متحده آمریکا است که جمعیت آن در سرشماری سال ۲۰۱۰ میلادی، ۹۰۰ نفر بوده‌است.